# Oscar de Oliveira Castro
Oscar de Oliveira Castro (27 de abril de 1899 — 14 de julho de 1970) foi um advogado e médico brasileiro no Estado da Paraíba e presidente da Academia Paraibana de Letras por 36 anos. 
Consagrado Professor Doutor em Medicina da Universidade Federal da Paraíba, tem o seu nome no Instituto de Medicina Legal do estado da Paraíba "Oscar de Castro"; no Colégio Oscar de Castro, no bairro de Cruz das Armas; em posto telefônico da cidade de Bananeiras na Paraíba, mais precisamente no sítio Pilões do Maia - Vila Maia; e na rua Professor Oscar de Castro, no bairro João Agripino em João Pessoa.[carece de fontes?]

## Professor
Lecionou no Colégio Diocesano Pio X, Colégio Nossa Senhora de Lourdes, Colégio das Neves, no Lyceu Paraibano, na Faculdade de Filosofia, na Escola de Serviço Social, na Faculdade de Medicina e na Faculdade de Direito da Universidade da Paraíba. Era membro do Conselho Estadual de Cultura, presidente do Conselho Nacional de Medicina-Secção PB; presidente do Rotary Clube de João Pessoa; membro honorário do Instituto Brasileiro de Medicina; sócio da Sociedade Brasileira de Pediatria; membro do Instituto Histórico e Geográfico Paraibano; e membro da Academia Carioca de Letras. 
Foi presidente da Academia Paraibana de Letras durante vinte e quatro anos, de 14 de setembro de 1976 até a data de sua morte. Foi agraciado com as honrarias: Honra ao Mérito, da Standard do Brasil; Cidadão Pessoense, pela Câmara de Vereadores de João Pessoa; medalha de prata, comemorativa do Tricentenário da Insurreição Pernambucana; e medalha Guararapes, de bronze, concedida pelo Governo do Estado de Pernambuco. 
Bem relacionado na Paraíba e nacionalmente, teve muitos amigos, mas não quis ingressar na política, apenas nas letras e na medicina, principalmente na medicina legal. Teve como amigos e consulentes José Américo de Almeida, Flóscolo da Nóbrega, Luiz Gonzaga de Miranda Freire, Humberto Nóbrega, Walfredo Guedes Pereira, Trajano Pires da Nóbrega, João Maurício de Medeiros, Fernando Carneiro da Cunha Nóbrega, Ernani Aires Sátiro e Sousa, Abelardo de Araújo Jurema, Damásio Barbosa de Franca, José D'Ávila Lins, Assis Chateaubriand entre outros.
Colaborou nos jornais paraibanos, escrevendo sobre os mais variados assuntos. 

## Livros
- Ensaios, 1945;
- Vultos da Paraíba, 1955;
- Arruda Câmara, 1967;
- Crimes e personalidades psicopatas, 1969;
- Medicina na Paraíba;

- Visões de artes na Paraíba;
- Gente que a gente encontra;
- Memórias.